# José Luís Vidigal
José Luís da Cruz Vidigal (Sá da Bandeira, 1973. március 15. –) angolai születésű, portugál válogatott labdarúgó.

## Sikerei, díjai
- Sporting CP
  - Portugál bajnok: 1999–2000